# Philodendron bipinnatifidum
Philodendron bipinnatifidum, ook Philodendron selloum of boomphilodendron genaamd en door sommige botanici als Thaumatophyllum bipinnatifidum ingedeeld, is een tropische plant uit de aronskelkfamilie. Hij groeit onder meer in bossen en savannen van het Zuid-Oosten van Brazilië, Colombia, het noorden van Argentinië en Paraguay.

## Kenmerken
Philodendron bipinnatifidum kan weliswaar klimmen, maar kan - in tegenstelling tot de meeste Philodendron-soorten - ook solitair groeien en neemt dan met den duur een boomvorm aan met een maximale grootte van ca. drie tot 4,5 meter hoog en drie meter breed. De groene, wasgladde bladeren groeien in een rozetvorm om te stam, hebben een ronde vorm en zijn diep ingesneden, met een veerachtig resultaat.

## Indeling
De plant wordt volgens de oorspronkelijke indeling als Philodendron binnen de kleine ondersoort Meconostigma betracht. Moleculair-genetische onderzoekingen heeft echter belangrijke verschillen tussen de ondersoort Meconostigma en de andere Philodendrons getoond, zodat in 2018 door van Braziliaanse wetenschappers voorgesteld werd de ondersoort als soort met de oude botanische naam Thaumatophyllum in te delen.